# Okręty podwodne typu UB III
Okręty podwodne typu UB III – niemieckie okręty podwodne cesarstwa niemieckiego, z czasów pierwszej wojny światowej. Konstrukcja tej trzeciej grupy jednostek przybrzeżnych zerwała z wcześniejszą praktyką tworzenia jednostek jednokadłubowych z zewnętrznymi zbiornikami balastowymi (saddle tanks). W rzeczywistości, jednostki te były zmniejszonymi projektami współczesnych im jednostek wojennych. Wybudowano 95 jednostek tego typu, a dodatkowe 98 zostało zamówionych, nigdy jednakże nie ukończono ich i po zakończeniu wojny zostały pocięte na złom na pochylniach.
Mimo że okręty tego typu zaliczane były do klasy jednostek przybrzeżnych (średnich), w rzeczywistości były dwukadłubowymi okrętami oceanicznymi, których projekt ukończony został w latach 1915–1916. Wypierające minimum 508 ton na powierzchni i 629 ton w zanurzeniu okręty, różniły się nieznacznie między sobą. Jednostki UB 48–53 wypierały odpowiednio 516 i 651 ton, UB 54–59: 516 i 646 ton, UB 60–74: 508 i 639 ton, UB 75–79: 516 i 648 ton, UB 80–87: 516 i 647 ton, UB 88–102: 510 i 640 ton, UB 103–117: 519 i 629 ton (należące do tej samej serii jednostki UB 103, UB 105 i UB 109: 510 na powierzchni i odpowiednio 629 ton w zanurzeniu), UB 118–132 wypierały 512 i 643 tony, zaś jednostki UB 142, UB 143, UB 148 i UB 149 wypierały odpowiednio 523 i 653 tony.